# Tour de la Bourse
La Tour de la Bourse (en español, Torre de la Bolsa) es un rascacielos de 48 plantas situado en Montreal, Quebec, Canadá. Está situado en la intersección de Victoria Square y Rue Saint-Jacques en el Quartier international de Montréal. Está conectada a la estación de metro de Square-Victoria mediante la ciudad subterránea.
Cuando se completó en 1964, era el edificio más alto de Canadá, título que mantuvo hasta que fue sobrepasada por el Toronto-Dominion Centre en 1967. Actualmente es el tercer edificio más alto de Montreal y el 25.º más alto del país. Fue diseñada por Luigi Moretti y Pier Luigi Nervi, y se considera de Estilo Internacional.

## Historia y descripción
El proyecto original, concebido durante el boom económico de la Expo 67, contemplaba tres torres idénticas dispuestas en un triángulo. Fue reducido a dos torres flanqueando cada lado de la plaza central. Finalmente se construyó una sola torre debido a limitaciones financieras; posteriormente se construiría el Hôtel Delta Centre-Ville en la parcela en la que se hubiera construido la segunda torre idéntica formando Place Victoria. Tras la mejora y restauración de Square Victoria a su configuración original en 2002, es en la actualidad un elemento central del nuevo Quartier international de Montréal.

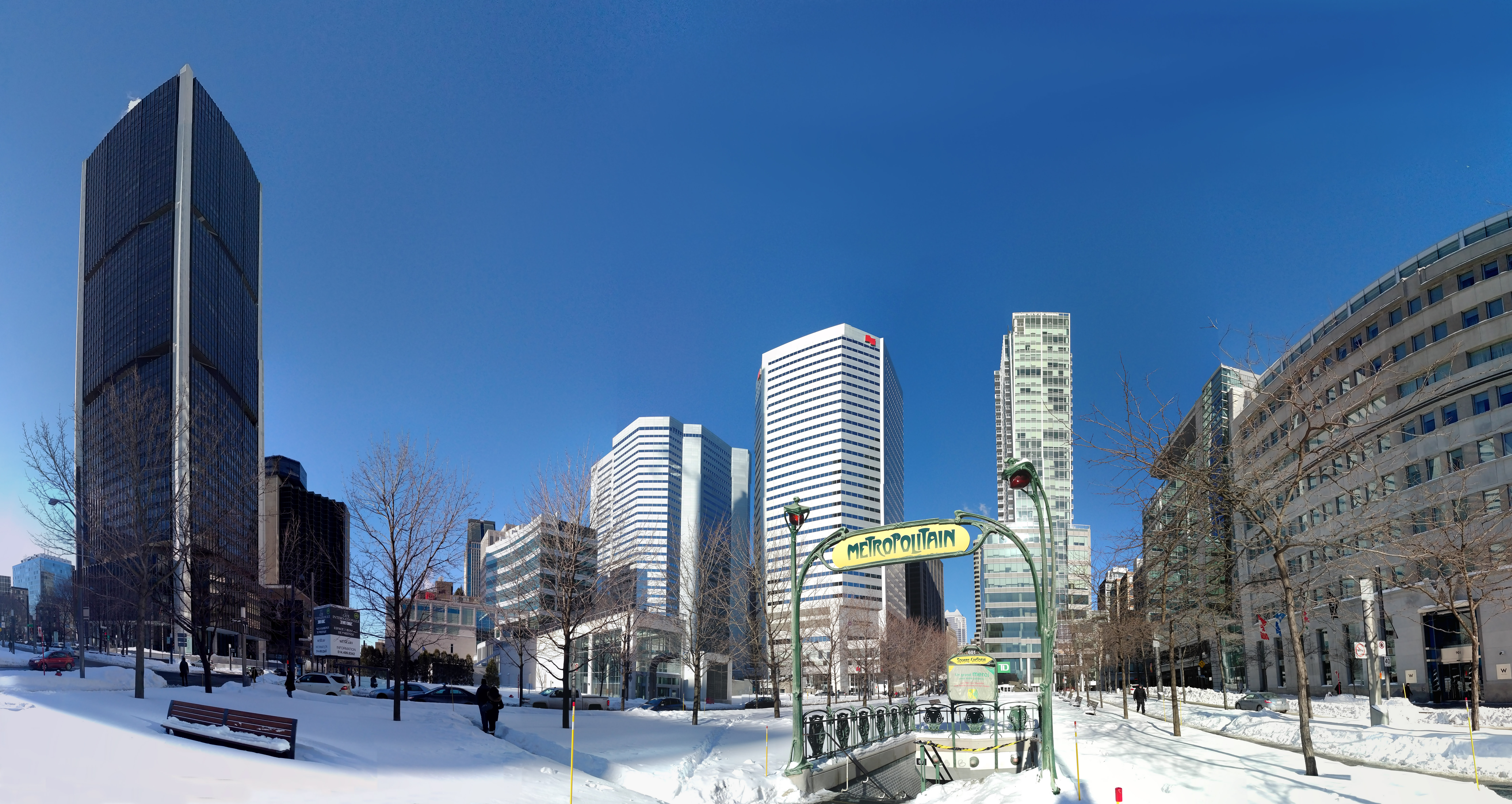
Tour de la bourse y métro Square Victoria

La torre es considerada por muchos una obra maestra de los rascacielos de Estilo Internacional. Su fachada, renovada totalmente en 1995, consiste en un muro cortina de aluminio anodizado tintado de color bronce, que crea un fuerte contraste con las columnas de hormigón prefabricado en las cuatro esquinas, ligeramente inclinadas, lo que da al edificio un sutil aspecto convexo. Está dividido en tres tramos aproximadamente iguales por plantas técnicas. Las esquinas de estas plantas están retranqueadas en forma octagonal, creando pequeños huecos al aire libre detrás de las columnas. Una pareja de halcones peregrinos ha anidado dentro del hueco de la planta 32 desde 1984.
Con 194 m de altura y 48 plantas, la Tour de la Bourse fue el edificio de hormigón armado más alto del mundo hasta la construcción de Lake Point Tower en Chicago en 1968, y el más alto de Canadá hasta la construcción del Toronto-Dominion Centre en 1967.
El principal inquilino del edificio es la Bolsa de Montreal, en las plantas 3 y 4. El bufete de abogados nacional e internacional Fasken Martineau ocupa seis plantas, así como espacio de servicios en la planta baja. El edificio es administrado por Magil Laurentian Realty Corporation. En agosto de 2004 Jolina Capital, propiedad de Lino Saputo, quien también es el director de Saputo Foods, adquirió una participación mayoritaria en el edificio. La torre sigue siendo administrada por Magil Laurentian, quien posee una participación minoritaria.

## Eventos
- El 13 de febrero de 1969, el Front de libération du Québec detonó una bomba en la Bolsa, que hirió a veintisiete personas. No murió nadie.
- El 7 de abril de 2005 unos 150 estudiantes ocuparon la planta baja del edificio para bloquear el acceso a los ascensores, como parte de una estrategia de perturbación económica durante la huelga estudiantil de Quebec en 2005. Fueron dispersados por la policía antidisturbios dos horas después, y se detuvo a una persona.
- En marzo de 2010, el artista Aude Moreau usó la Tour de la Bourse para su obra Sortir. Usó las luces de las plantas más altas de la torre para deletrear la palabra "Sortir" por sus fachadas.[2]

## Ocupantes
- Airports Council International[3]
- Autorité des marchés financiers[4]
- Canoe.ca[5]
- Dexia[6]
- Royal Bank of Canada[7]
- Export Development Canada.[8]
- Fasken Martineau[9]
- TMX Group Montreal Exchange[10]
- IATA.[11]